# Prostanthera staurophylla
Espèce
Répartition géographique
Prostanthera staurophylla, couramment appelé Buisson-menthe de Tenterfield, est une espèce de plantes à fleurs de la famille des Lamiaceae endémique et originaire d'une petite zone du plateau du Nord de la Nouvelle-Galles du Sud. C'est un arbuste allant d'érigé à étalé, fortement aromatique, aux branches velues, aux feuilles profondément lobées et aux fleurs bleu-mauve avec des marques plus sombres.